# Diócesis de Barinas
La diócesis de Barinas (en latín: Dioecesis Barinensis) es una circunscripción eclesiástica de la Iglesia católica en Venezuela. Se trata de una diócesis latina, sufragánea de la arquidiócesis de Mérida. Desde el 21 de diciembre de 2018 su obispo es Jesús Alfonso Guerrero Contreras, de la Orden de los Hermanos Menores Capuchinos. 

## Territorio y organización
La diócesis tiene 35 200 km² y extiende su jurisdicción sobre los fieles católicos de rito latino residentes en 12 municipios del estado Barinas: Alberto Arvelo Torrealba, Antonio José de Sucre, Arismendi, Barinas, Bolívar, Cruz Paredes, Ezequiel Zamora, Obispos, Páez (creado en 2004 con parte de Pedraza), Pedraza, Rojas y Sosa.
La sede de la diócesis se encuentra en la ciudad de Barinas, en donde se halla la Catedral de Nuestra Señora del Pilar.
En 2022 en la diócesis existían 45 parroquias.

## Historia
La diócesis fue erigida el 23 de julio de 1965 mediante la bula Apostolicum munus del papa Pablo VI, obteniendo su territorio de la diócesis de Calabozo (hoy arquidiócesis de Calabozo) y de la arquidiócesis de Mérida.
El 3 de diciembre de 2015 cedió una porción de su territorio (la parroquia de San Miguel Arcángel de El Cantón) para la erección de la diócesis de Guasdualito mediante la bula Ad aptius consulendum del papa Francisco.

## Estadísticas
Según el Anuario Pontificio 2023 la diócesis tenía a fines de 2022 un total de 789 000 fieles bautizados.
| Año                                                                             | Población            | Población | Población      | Sacerdotes | Sacerdotes    | Sacerdotes    | Bautizados por sacerdote | Diáconos permanentes | Religiosos | Religiosos | Parroquias |
| Año                                                                             | Bautizados católicos | Total     | % de católicos | Total      | Clero secular | Clero regular | Bautizados por sacerdote | Diáconos permanentes | Varones    | Mujeres    | Parroquias |
| ------------------------------------------------------------------------------- | -------------------- | --------- | -------------- | ---------- | ------------- | ------------- | ------------------------ | -------------------- | ---------- | ---------- | ---------- |
| 1966                                                                            | 195 000              | 200 000   | 97.5           | 19         | 14            | 5             | 10 263                   |                      | 5          | 8          | 15         |
| 1970                                                                            | 213 400              | 220 000   | 97.0           | 24         | 24            |               | 8891                     |                      |            | 22         | 22         |
| 1976                                                                            | 245 000              | 250 000   | 98.0           | 19         | 13            | 6             | 12 894                   |                      | 7          | 18         | 24         |
| 1980                                                                            | 351 000              | 361 000   | 97.2           | 31         | 20            | 11            | 11 322                   |                      | 11         | 30         | 24         |
| 1990                                                                            | 346 000              | 356 000   | 97.2           | 38         | 29            | 9             | 9105                     |                      | 16         | 42         | 29         |
| 1999                                                                            | 498 000              | 525 600   | 94.7           | 38         | 27            | 11            | 13 105                   | 1                    | 17         | 35         | 39         |
| 2000                                                                            | 490 000              | 500 000   | 98.0           | 41         | 30            | 11            | 11 951                   |                      | 17         | 35         | 39         |
| 2001                                                                            | 400 000              | 557 896   | 71.7           | 44         | 33            | 11            | 9090                     |                      | 17         | 30         | 40         |
| 2002                                                                            | 358 000              | 500 000   | 71.6           | 42         | 30            | 12            | 8523                     |                      | 13         | 44         | 45         |
| 2003                                                                            | 586 950              | 624 414   | 94.0           | 48         | 33            | 15            | 12 228                   | 1                    | 23         | 55         | 32         |
| 2004                                                                            | 586 950              | 624 414   | 94.0           | 78         | 30            | 48            | 7525                     | 1                    | 52         | 41         | 35         |
| 2006                                                                            | 609 000              | 647 000   | 94.1           | 50         | 34            | 16            | 12 180                   | 1                    | 21         | 33         | 35         |
| 2012                                                                            | 651 430              | 814 288   | 80.0           | 68         | 50            | 18            | 9579                     | 20                   | 26         | 47         | 40         |
| 2015                                                                            | 655 000              | 814 000   | 80.5           | 78         | 63            | 15            | 8397                     | 19                   | 21         | 47         | 45         |
| 2018                                                                            | 712 100              | 837 715   | 85.0           | 96         | 80            | 16            | 7417                     | 19                   | 18         | 33         | 47         |
| 2020                                                                            | 784 000              | 976 000   | 80.3           | 66         | 56            | 10            | 11 878                   | 17                   | 13         | 24         | 45         |
| 2022                                                                            | 789 000              | 983 000   | 80.3           | 67         | 54            | 13            | 11 776                   | 15                   | 16         | 24         | 45         |
| Fuente: Catholic-Hierarchy, que a su vez toma los datos del Anuario Pontificio. |                      |           |                |            |               |               |                          |                      |            |            |            |

## Episcopologio
- Rafael Ángel González Ramírez † (23 de julio de 1965-1 de agosto de 1992 retirado)
- Antonio José López Castillo † (1 de agosto de 1992-27 de diciembre de 2001 nombrado arzobispo de Calabozo)
- Ramón Antonio Linares Sandoval (16 de julio de 2002-30 de agosto de 2013 retirado)
- José Luis Azuaje Ayala (30 de agosto de 2013-24 de mayo de 2018 nombrado arzobispo de Maracaibo)
- Jesús Alfonso Guerrero Contreras, O.F.M.Cap., desde el 21 de diciembre de 2018